# 第60回ベルリン国際映画祭
第60回ベルリン国際映画祭は、2010年2月11日から21日まで開催された。
審査員長はヴェルナー・ヘルツォークが務めた。オープニング作品はワン・チュアンアン監督の『再会の食卓』、クロージングは山田洋次監督の『おとうと』である。チケットは本映画祭史上最多記録となる28万2000枚を売り上げた。他に、フリッツ・ラング監督のSF映画『メトロポリス』の最新復刻版が上映された。

## 審査員
- ヴェルナー・ヘルツォーク - 審査員長
- フランチェスカ・コメンチーニ
- ヌルディン・ファラー
- コーネリア・フロベス
- ホセ・マリア・モラレス
- ユー・ナン
- レネー・ゼルウィガー

## コンペティション部門

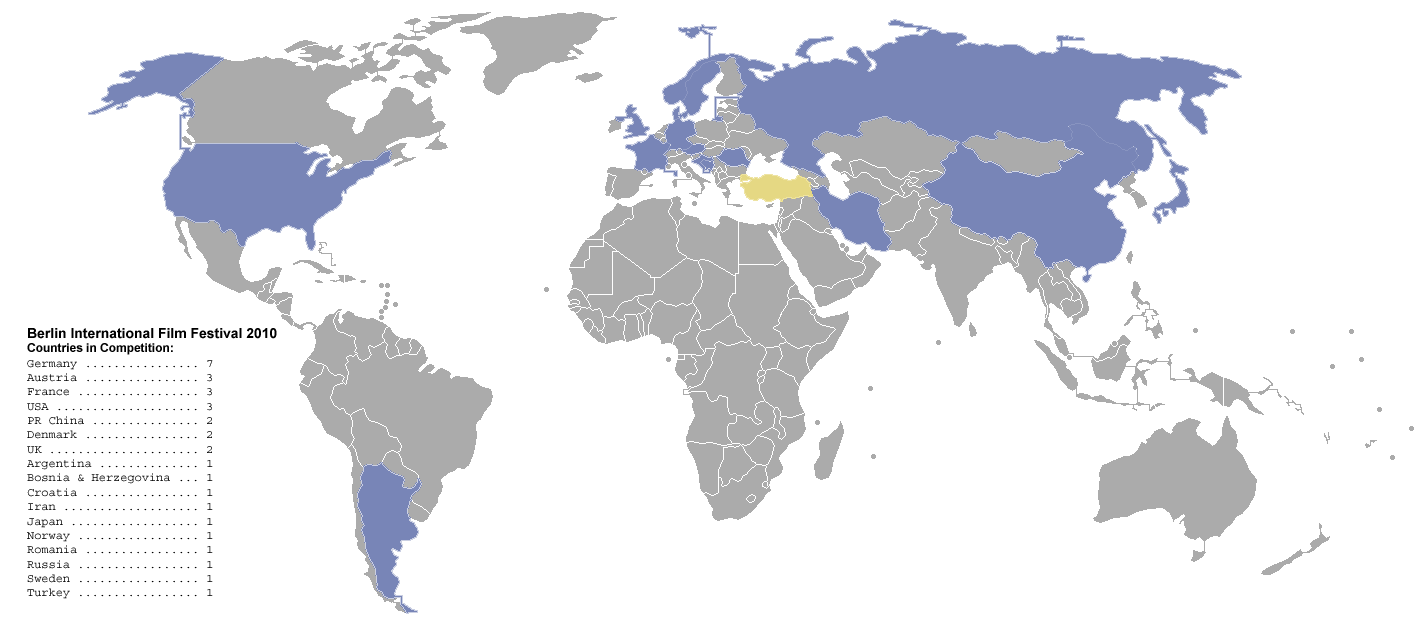
コンペティション部門に選ばれた国

以下の作品で金熊賞を争った:
| 邦題 原題                                     | 監督                                                | 製作国                                                  |
| --------------------------------------------- | --------------------------------------------------- | ------------------------------------------------------- |
| 再会の食卓 團圓                               | ワン・チュアンアン                                  | 中国                                                    |
| 蜂蜜 Bal                                      | セミフ・カプランオール                              | トルコ                                                  |
| キャタピラー                                  | 若松孝二                                            | 日本                                                    |
| 強盗 Der Räuber                               | ベンヤミン・ハイゼンベルグ                          | ドイツ                                                  |
| En familie                                    | ペルニッレ・フィッシャー・クリステンセン            | デンマーク                                              |
| En ganske snill mann                          | ハンス・ペーター・モランド                          | ノルウェー                                              |
| 俺の笛を聞け Eu când vreau să fluier, fluier  | フローリン・サーバン                                | ルーマニア                                              |
| ベン・スティラー 人生は最悪だ! Greenberg      | ノア・バームバック                                  | アメリカ                                                |
| Howl                                          | ロブ・エプスタイン ジェフリー・フリードマン         | アメリカ                                                |
| 夏の終止符 Как я провёл этим летом            | アレクセイ・ポポグレブスキー                        | ロシア                                                  |
| Jud Süß – Film ohne Gewissen                  | オスカー・レーラー                                  | オーストリア ドイツ                                     |
| Mammuth                                       | ブノワ・ドゥレピーヌ ギュスターヴ・ド・ケルヴェルン | フランス                                                |
| サラエボ,希望の街角 Na putu                   | ヤスミラ・ジュバニッチ                              | ボスニア・ヘルツェゴビナ オーストリア ドイツ クロアチア |
| 幸せパズル Rompecabezas                       | ナタリア・スミルノフ                                | アルゼンチン フランス                                   |
| 女と銃と荒野の麺屋 三枪拍案惊奇               | チャン・イーモウ                                    | 中国                                                    |
| Shahada                                       | ブルハン･クルバーニ                                 | ドイツ                                                  |
| Shekarchi                                     | ラフィ・ピッツ                                      | イラン ドイツ                                           |
| 光のほうへ Submarino                          | トマス・ヴィンターベア                              | デンマーク                                              |
| ゴーストライター The Ghost Writer             | ロマン・ポランスキー                                | フランス ドイツ イギリス                                |
| キラー・インサイド・ミー The Killer Inside Me | マイケル・ウィンターボトム                          | アメリカ                                                |

## コンペティション外
次の作品がコンペティション外で上映された
| 邦題 原題                                                         | 監督                   | 製作国     |
| ----------------------------------------------------------------- | ---------------------- | ---------- |
| おとうと                                                          | 山田洋次               | 日本       |
| イグジット・スルー・ザ・ギフトショップ Exit Through the Gift Shop | バンクシー             | イギリス   |
| マイネーム・イズ・ハーン माइ नेम इज़ ख़ान                              | カラン・ジョハール     | インド     |
| Please Give                                                       | ニコール・ホロフセナー | アメリカ   |
| Portretul luptătorului la tinereţe                                | Constantin Popescu     | ルーマニア |
| キッズ・オールライト The Kids are All Right                       | リサ・チョロデンコ     | アメリカ   |
| シャッター アイランド Shutter Island                              | マーティン・スコセッシ | アメリカ   |

## 受賞
金熊賞: 『蜂蜜』 - セミフ・カプランオール
銀熊賞: 
- 審査員グランプリ: 『俺の笛を聞け』 - フローリン・サーバン
- 監督賞: ロマン・ポランスキー - 『ゴーストライター』
- 女優賞: 寺島しのぶ - 『キャタピラー』
- 男優賞: グリゴリ・ドブルイギン、セルゲイ・プスケパリス - 『夏の終止符』
- 脚本賞: ワン・チュアンアン、ナ・ジン - 『再会の食卓』
- 芸術貢献賞: パベル・コストマロフ - 『夏の終止符』
- アルフレッド・バウアー賞: 『俺の笛を聞け』 - フローリン・サーバン

生涯貢献賞:
- ヴォルフガング・コールハーゼ
- ハンナ・シグラ